# Landkreis Prenzlau

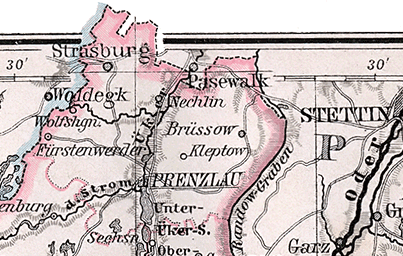
Das Kreisgebiet 1905

Der Landkreis Prenzlau, ursprünglich Kreis Prenzlau genannt, war ein Landkreis in Brandenburg. Er bestand in der preußischen Provinz Brandenburg und im Land Brandenburg der SBZ bzw. DDR von 1817 bis 1952.

## Territorium
Der Kreis Prenzlau umfasste am 1. Januar 1945 die drei Städte Brüssow, Prenzlau und Strasburg (Uckermark) sowie 91 weitere Gemeinden. Heute gehört das ehemalige Kreisgebiet zu den Landkreisen Uckermark in Brandenburg und Vorpommern-Greifswald in Mecklenburg-Vorpommern.

## Verwaltungsgeschichte

### Königreich Preußen
Im Rahmen der Bildung von Provinzen und Regierungsbezirken in Preußen erfolgte mit Wirkung zum 1. April 1817 im Regierungsbezirk Potsdam der preußischen Provinz Brandenburg eine Kreisreform, bei der in der Uckermark die drei neuen Kreise Angermünde, Prenzlau und Templin gebildet wurden. Der Kreis Prenzlau setzte sich zusammen aus dem Nordteil der Uckermark. Das Landratsamt befand sich in der Stadt Prenzlau.

### Norddeutscher Bund/Deutsches Reich
Seit dem 1. Juli 1867 gehörte der Kreis zum Norddeutschen Bund und ab dem 1. Januar 1871 zum Deutschen Reich.
Gegen Ende der 1920er Jahre wurden die Gutsbezirke im Kreis aufgelöst und benachbarten Landgemeinden zugeteilt. Zum 1. April 1937 wurde der Kornow-See aus dem Kreis Prenzlau in den mecklenburgischen Kreis Stargard eingegliedert. Im Frühjahr 1945 wurde das Kreisgebiet durch die Rote Armee besetzt.

### Sowjetische Besatzungszone/DDR
Der nunmehr Landkreis Prenzlau genannte Kreis wurde 1945 Teil des Landes Brandenburg, das seit 1949 Teil der DDR war. Das Gesetz über die Änderung zur Verbesserung der Kreis- und Gemeindegrenzen vom 28. April 1950 brachte zum 1. Juli 1950 umfangreiche Gebietsänderungen:
- Die Gemeinden Bergholz, Blumenhagen, Brietzig, Caselow, Groß Luckow, Güterberg, Klein Luckow, Milow, Neuensund, Papendorf, Polzow, Roggow, Rollwitz, Rossow, Schmarsow, Schwarzensee, Spiegelberg, Strasburg i./Uckermark, Wetzenow, Wilsickow, Wismar und Zerrenthin wechselten aus dem Landkreis Prenzlau in den neuen Landkreis Pasewalk.
- Die Gemeinden Battinsthal, Glasow, Grünz, Hohenholz, Krackow, Ladenthin, Lebehn, Nadrensee, Penkun, Pomellen, Sommersdorf, Storkow und Wollin aus dem aufgelösten Landkreis Randow wechselten in den Landkreis Prenzlau.
- Die Gemeinden Bertikow, Hohengüstow und Lützlow wechselten aus dem Landkreis Angermünde in den Landkreis Prenzlau.
- Die Gemeinden Naugarten, Parmen, Potzlow und Weggun wechselten aus dem Landkreis Templin in den Landkreis Prenzlau.

Bei der DDR-Kreisreform von 1952 wurde der Landkreis deutlich verkleinert:
- Die Gemeinden des aufgelösten Landkreises Randow, die 1950 zum Landkreis Prenzlau gekommen waren, wechselten nunmehr zum Kreis Pasewalk.
- Zusätzlich wechselten auch die Stadt Brüssow sowie die Gemeinden Bagemühl, Bröllin, Damerow b. Nechlin, Fahrenwalde, Grünberg, Nechlin, Nieden, Woddow, Wollschow und Züsedom aus dem Landkreis Prenzlau in den Kreis Pasewalk.
- Die Gemeinden Fahrenholz, Jagow, Hetzdorf, Lübbenow, Schlepkow, Trebenow und Wolfshagen wechselten aus dem Landkreis Prenzlau in den neuen Kreis Strasburg.

Aus dem verbliebenen Kreisgebiet wurde der Kreis Prenzlau, der dem neugebildeten Bezirk Neubrandenburg zugeschlagen wurde. Gleichzeitig wechselten noch die Gemeinden Blankenburg, Gramzow, Meichow, Neumeichow, Seehausen und Warnitz aus dem Landkreis Angermünde in den Kreis Prenzlau.

### Bundesrepublik Deutschland
1990 entschieden sich in Bürgerbefragungen die Bürger der Kreise Prenzlau und Templin mit überwältigender Mehrheit für eine Zugehörigkeit zum Land Brandenburg.
Durch einen Staatsvertrag zwischen den Ländern Brandenburg und Mecklenburg-Vorpommern wurden die Gemeinden Bagemühl, Grünberg, Nechlin, Woddow, Wollschow-Menkin und die Stadt Brüssow des Landkreises Pasewalk sowie die Gemeinden Fahrenholz, Güterberg, Jagow, Lemmersdorf, Lübbenow, Milow, Trebenow, Wilsickow, Wismar und Wolfshagen des Landkreises Strasburg zum 1. Juli 1992 von Mecklenburg-Vorpommern nach Brandenburg umgegliedert. Alle diese Gemeinden hatten bis zu den Kreisreformen am Anfang der 1950er-Jahre zu Brandenburg gehört.
Die Landkreise Angermünde, Prenzlau und Templin sowie die kreisfreie Stadt Schwedt wurden 1993 zum Landkreis Uckermark zusammengeschlossen.

## Einwohnerentwicklung
| Jahr | Einwohner | Quelle |
| ---- | --------- | ------ |
| 1816 | 35.569    | [ 4 ]  |
| 1846 | 52.404    | [ 5 ]  |
| 1871 | 53.031    | [ 6 ]  |
| 1890 | 56.065    | [ 7 ]  |
| 1900 | 59.340    | [ 7 ]  |
| 1910 | 61.878    | [ 7 ]  |
| 1925 | 64.295    | [ 7 ]  |
| 1933 | 62.088    | [ 7 ]  |
| 1939 | 64.641    | [ 7 ]  |
| 1946 | 73.490    | [ 8 ]  |

## Landräte
- 1817–1837 Ludwig von Winterfeldt
- 1837–1863 Carl von Stülpnagel (1788–1875)
- 1863–1896 Ulrich von Winterfeldt (1823–1908) (Deutschkonservative Partei)
- 1896–1897 Joachim von Winterfeldt-Menkin (1865–1945)
- 1904–1914 Helmuth von Maltzahn (1870–1959)
- 1914–1918 Hermann von Engelbrechten-Ilow
- 1918–1920 Ulrich von Heyden (1873–1963)
- 1920–1921 Friedrich Wilhelm Dombois (1890–1982)
- 1921–1933 Kurt von Lettow-Vorbeck (1879–1960)
- 1933–1938 Silvio Conti (1899–1938)
- 1938–1940 Heinz Müller-Hoppenworth (1907–1942)
- 1940–1945 Werner Kalmus (1892–1972) (NSDAP)

## Kommunalverfassung bis 1945
Der Kreis Prenzlau gliederte sich in Städte, in Landgemeinden und – bis zu deren Auflösung im Jahre 1929 – in Gutsbezirke. Mit Einführung der Deutschen Gemeindeordnung vom 30. Januar 1935 wurde zum 1. April 1935 das Führerprinzip auf Gemeindeebene durchgesetzt. Eine neue Kreisverfassung wurde nicht mehr geschaffen; es galt weiterhin die Kreisordnung für die Provinzen Ost- und Westpreußen, Brandenburg, Pommern, Schlesien und Sachsen vom 19. März 1881.

## Städte und Gemeinden

### Stand 1945
Dem Kreis Prenzlau gehörten 1945 die folgenden Städte und Gemeinden an:
| - Arendsee - Bagemühl - Bandelow - Basedow - Battin - Baumgarten - Beenz - Bergholz - Bietikow - Blindow - Blumenhagen - Brietzig - Bröllin - Brüssow, Stadt - Carmzow - Caselow - Cremzow - Damerow b. Nechlin - Damme - Dauer - Dedelow - Drense - Eickstedt - Ellingen | - Fahrenholz - Fahrenwalde - Falkenhagen - Falkenwalde - Ferdinandshorst - Fürstenwerder - Gollmitz - Göritz - Grenz - Grimme - Groß Luckow - Groß Sperrenwalde - Grünberg - Grünow - Güstow - Güterberg - Hetzdorf - Hindenburg - Holzendorf - Jagow - Klein Luckow - Kleptow - Klinkow - Klockow | - Kraatz - Lemmersdorf - Lübbenow - Menkin - Milow - Nechlin - Neuenfeld - Neuensund - Nieden - Papendorf - Polzow - Prenzlau, Stadt - Rittgarten - Roggow - Rollwitz - Röpersdorf - Rossow - Schapow - Schenkenberg - Schlepkow - Schmarsow - Schmölln - Schönermark - Schönfeld | - Schönwerder - Schwaneberg - Schwarzensee - Seelübbe - Spiegelberg - Sternhagen - Strasburg i./Uckermark, Stadt - Trampe - Trebenow - Wallmow - Werbelow - Wetzenow - Wilsickow - Wismar - Woddow - Wolfshagen - Wollin - Wollschow - Zerrenthin - Ziemkendorf - Zollchow - Züsedom |

### Namensänderungen
In den 1920er Jahren änderte sich der Ortsname Strasburg i./Uckermark in Strasburg (Uckermark). Die Gemeinde Hindenburg wurde 1949 in Lindenhagen umbenannt.